# Mayckel Lahdo
Mayckel Lahdo (* 30. prosince 2002) je švédský profesionální fotbalista, který hraje na pozici křídelníka za nizozemský klub AZ Alkmaar.

## Mládí
Lahdo se narodil ve Stockholmu ve Švédsku a jako mladík začal hrát fotbal za místní klub Arameisk-Syrianska IF, než v devíti letech přestoupil do Hammarby IF. Po několika letech strávených v Djurgårdens IF se Lahdo ve 12 letech vrátil do akademie Hammarby.

## Klubová kariéra

### Hammarby
V roce 2020 odešel Lahdo na hostování do klubu IK Frej v Division 1, třetí švédské lize. Ve věku 17 let odehrál 21 zápasů a vstřelil pět gólů, díky čemuž klub skončil v tabulce na 9. místě.
Dne 11. ledna 2021 podepsal Lahdo svou první seniorskou smlouvu s Hammarby, a to dvouletou. Soutěžní debut za klub si odbyl 20. února téhož roku při domácím vítězství 4:1 nad AFC Eskilstuna ve skupinové fázi hlavního domácího poháru Svenska Cupen. Dne 30. května 2021 vyhrál Lahdo s Hammarby Svenska Cupen 2020/21 díky výhře 5:4 na penalty (0:0 po základní hrací době) nad BK Häcken ve finále.

### Alkmaar
Dne 17. června 2022 přestoupil Lahdo do AZ Alkmaar v Eredivisie a podepsal smlouvu do léta 2027. Do konce smlouvy s Hammarby zbývalo pouhých šest měsíců a přestupová částka byla údajně stanovena na přibližně 700 000 eur.

## Reprezentační kariéra
V listopadu 2022 byl Lahdo poprvé povolán do švédského národního týmu do 21 let před dvěma přátelskými zápasy. V obou zápasech skóroval, při svém debutu proti Dánsku při remíze 2:2 a při výhře 8:1 nad Ázerbájdžánem.

## Osobní život
Lahdo se narodil ve Švédsku a je asyrského a libanonského původu. Jeho otec byl fotbalistou v libanonské Premier League, než se přestěhoval do Švédska. Lahdův mladší bratr Adrian je také fotbalista.

## Statistiky

### Klubové
Platí k zápasu hranému 6. března 2025.
| Klub                           | Sezóna       | Liga           | Liga   | Liga | Národní pohár | Národní pohár | Continental | Continental | Total  | Total |
| Klub                           | Sezóna       | Soutěž         | Zápasy | Góly | Zápasy        | Góly          | Zápasy      | Góly        | Zápasy | Góly  |
| ------------------------------ | ------------ | -------------- | ------ | ---- | ------------- | ------------- | ----------- | ----------- | ------ | ----- |
| IK Frej (hostování)            | 2020         | Division 1     | 21     | 5    | 0             | 0             | —           | —           | 21     | 5     |
| Hammarby Talang FF (hostování) | 2021         | Division 1     | 15     | 3    | 0             | 0             | —           | —           | 15     | 3     |
| Hammarby IF                    | 2021         | Allsvenskan    | 7      | 0    | 4             | 2             | 0           | 0           | 11     | 2     |
| Hammarby IF                    | 2022         | Allsvenskan    | 10     | 1    | 3             | 1             | —           | —           | 13     | 2     |
| Hammarby IF                    | Total        | Total          | 17     | 1    | 7             | 3             | 0           | 0           | 24     | 4     |
| Jong AZ                        | 2022/23      | Eerste Divisie | 6      | 1    | —             | —             | —           | —           | 6      | 1     |
| Alkmaar                        | 2022/23      | Eredivisie     | 25     | 2    | 1             | 0             | 15          | 3           | 41     | 5     |
| Alkmaar                        | 2023/24      | Eredivisie     | 15     | 3    | 0             | 0             | 6           | 2           | 21     | 5     |
| Alkmaar                        | 2024/25      | Eredivisie     | 17     | 3    | 2             | 0             | 10          | 0           | 29     | 3     |
| Alkmaar                        | Total        | Total          | 57     | 8    | 3             | 0             | 31          | 5           | 91     | 13    |
| Career total                   | Career total | Career total   | 116    | 18   | 10            | 3             | 31          | 5           | 157    | 25    |

## Úspěchy
Hammarby IF
- Svenska Cupen: 2020/21